# الشهر الوطني للتوعية بسرطان القولون

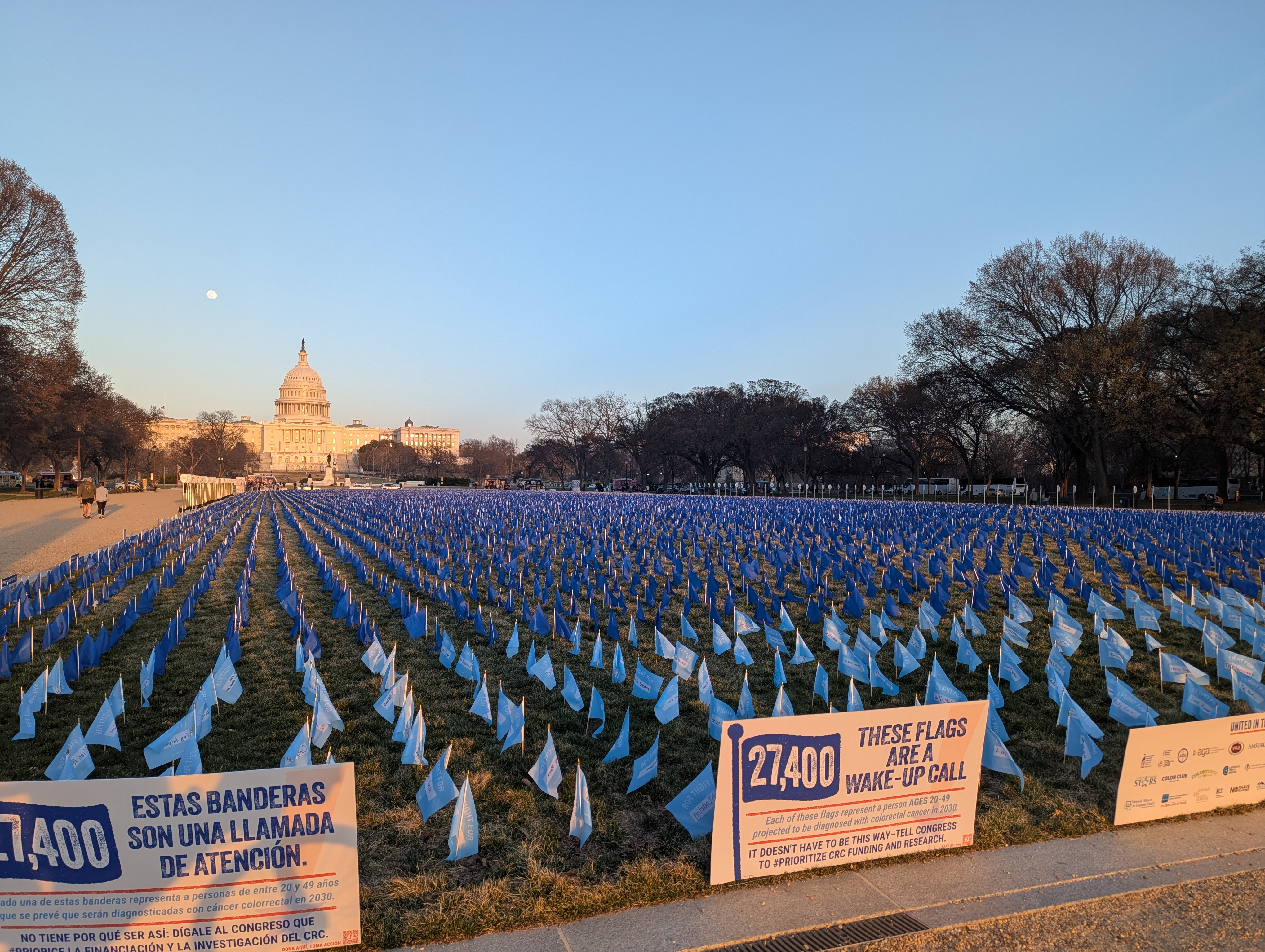
27400 علم تم زراعتها في ناشيونال مول في مارس 2025، تمثل العدد التقديري للأشخاص الذين سيتم تشخيص إصابتهم بسرطان القولون والمستقيم في عام 2030، كجزء من حملة لتأمين تمويل الأبحاث الخاصة بهذا المرض.

الشهر الوطني للتوعية بسرطان القولون هو احتفال سنوي يتم الاحتفال به في الولايات المتحدة خلال شهر مارس، لزيادة الوعي بسرطان القولون والمستقيم. في الولايات المتحدة يتم تنظيمه من قبل تحالف سرطان القولون والمستقيم، ومحاربة سرطان القولون والمستقيم، وائتلاف سرطان القولون، والمنظمات الأخرى وشبكات الناجين.

## التاريخ
تم الاعتراف بشهر التوعية الوطني بسرطان القولون (أو شهر التوعية الوطني بسرطان القولون والمستقيم) في الولايات المتحدة لأول مرة من خلال إعلان رئاسي، وقعه الرئيس بيل كلينتون في 29 فبراير 2000.

## الأحداث
أصدر الرئيس باراك أوباما إعلانًا بشأن شهر التوعية بسرطان القولون والمستقيم على المستوى الوطني لمدة ثلاث سنوات بين عامي 2014 و2016. كما تختلف طريقة الاحتفال بشهر التوعية بسرطان القولون على المستوى الوطني، ولكن العديد من المنظمات تستضيف فعاليات خاصة للمساعدة في إشراك مجتمعاتها المحلية في رفع مستوى الوعي، مثل يوم ارتداء اللون الأزرق الذي ترعاه تحالف سرطان القولون والمستقيم، ويوم الأزرق لسرطان القولون والمستقيم الذي ترعاه تحالف سرطان القولون والمستقيم، ويوم الدعوة إلى الكونجرس الذي ترعاه منظمة مكافحة سرطان القولون والمستقيم.